# Вест Колумбија (Тексас)
Вест Колумбија (енгл. West Columbia) град је у америчкој савезној држави Тексас. По попису становништва из 2010. у њему је живело 3.905 становника.

## Демографија
Према попису становништва из 2010. у граду је живело 3.905 становника, што је 350 (8,2%) становника мање него 2000. године.
| Група             | 2000.         | 2010.         |
| Белци             | 2.578 (60,6%) | 2.287 (58,6%) |
| Афроамериканци    | 830 (19,5%)   | 643 (16,5%)   |
| Азијати           | 16 (0,4%)     | 22 (0,6%)     |
| Хиспаноамериканци | 768 (18,0%)   | 879 (22,5%)   |
| Укупно            | 4.255         | 3.905         |